# Maurstad
Maurstad – wieś w zachodniej Norwegii, w okręgu Sogn og Fjordane, w gminie Vågsøy. Miejscowość leży nad zatoką fiordu Nordfjord – Maustradvika, przy ujściu rzeki Maustradelva, przy norweskiej drodze krajowej nr 15. Maustrad znajduje się 1 km na południowy wschód od miejscowości Bryggja oraz w odległości 23 km od centrum administracyjnego gminy Måløy. Dojazd do zachodniej części gminy możliwy jest tylko dzięki tunelom: Krokabergtunnelen oraz Brunsviktunnelen.  
W 2001 roku wieś liczyła 246 mieszkańców.